# Stefan Lexa
Stefan Lexa (* 1. November 1976 in Klagenfurt) ist ein ehemaliger österreichischer Fußballspieler.

## Karriere
Der gebürtige Klagenfurter Lexa wuchs im bayerischen Heimstetten auf, da seine Eltern aus beruflichen Gründen nach München gingen. Mit fünf Jahren begann er beim SV Heimstetten mit dem Vereinsfußball und wurde in der E-Jugend von seinem Vater Gottlieb und Bruder Robert trainiert. In der Winterpause der E-Jugend wurde er vom TSV 1860 München geholt und blieb dort bis zur A-Jugend. Er bestritt über 800 Spiele für die „Sechzger“, wobei er auf verschiedenen Positionen spielte. Erst ab der A-Jugend spielte er auf der rechten Außenbahn, die auch später seine Stammposition war. Als A-Jugend-Spieler bekam er das Angebot bei den Profis mitzutrainieren und sich mit guten Leistungen in der Amateurmannschaft (zu dieser Zeit Bezirksoberliga) für die Profis zu empfehlen. Lexa lehnte ab und wechselte 1995 zusammen mit seinem Bruder Robert zur Bayernliga-Mannschaft SpVgg Landshut. 1996 wechselte er zu seinem Heimatverein SV Heimstetten in die Bezirksoberliga.
In dieser Zeit schloss er eine Lehre als Raumausstatter ab, die er nach der Mittleren Reife begonnen hatte. Nach seiner bestandenen Gesellenprüfung widmete sich Lexa wieder ganz dem Fußball und wechselte im Oktober 1996 zum Regionalligisten Wacker Burghausen. 1998 wechselte er zum SV Wehen Wiesbaden und nur ein Jahr später zum SSV Reutlingen 05 unter Trainer Armin Veh. In der Saison 99/00 wurde Reutlingen souverän Meister. Das bedeutete den Aufstieg in die 2. Bundesliga und somit die erste Profistation für Lexa. An diesem Aufstieg hatte Stefan Lexa maßgeblichen Anteil, vor allem als Vorlagengeber für Olivier Djappa, der in dieser Saison 36 Tore erzielte. Auch in der kommenden Saison war Lexa der beste Vorlagengeber der Reutlinger, und Djappa wurde erneut Torschützenkönig der Liga. In dieser Zeit stand Lexa im Fokus von einigen Bundesligisten, unter anderem auch vom FC Bayern München. Ein Wechsel in die Bundesliga kam allerdings nach einem Bänderriss Lexas nicht zustande. Nach auskuriertem Bänderriss fand Lexa zu alter Stärke und wurde von Otto Barić ins österreichische Nationalteam eingeladen. Dort kam er am 27. Oktober 2001 in der Qualifikation zur WM 2002 gegen Israel zu seinem ersten Einsatz. Im Sommer 2001 war Lexa trotz Angeboten aus der ersten Bundesliga zur aus der Bundesliga abgestiegenen SpVgg Unterhaching unter Lorenz-Günther Köstner gewechselt. Dies tat er wohl auch, um in seiner Heimat München leben zu können. Obwohl die SpVgg Unterhaching in dieser Saison erneut abstieg, galt Lexa als einer der Leistungsträger, was er mit zahlreichen Vorlagen und sechs Toren unterstrich. In der kommenden Saison 2002/2003 wechselte Lexa unter Ewald Lienen zum spanischen Zweitligisten CD Teneriffa. Dort lief es sportlich weniger gut: Nachdem die Erfolge von Trainer Ewald Lienen ausblieben und dieser entlassen wurde, kam Lexa zu keinem Einsatz mehr. Der hochverschuldete Verein zahlte zudem auch kein Gehalt mehr, sodass Lexa im Februar 2003 seinen Dreijahresvertrag auflöste und nach München zurückkehrte. In der Zeit bis zum Sommer hielt er sich bei seinem ehemaligen Verein Wacker Burghausen fit.
Im Sommer 2003 wechselte er dann in die Bundesliga zu Eintracht Frankfurt. Die Zeit dort bezeichnet Lexa als die schönste in seiner Karriere, in Frankfurt galt er als Publikumsliebling. 2006 gab Stefan Lexa die entscheidende Torvorlage im DFB-Pokal-Halbfinale zum 1:0 gegen Arminia Bielefeld. Somit stand er mit seinem Verein 2006 im Finale gegen den FC Bayern München. Lexa stand in der Startelf, die Mannschaft unterlag dem FCB aber mit 0:1. In der Nationalmannschaft kam er unter Otto Barićs Nachfolger Hans Krankl trotz seiner erfolgreichen Zeit in Frankfurt nur einmal zum Einsatz. Trotz zahlreicher Petitionen der Frankfurter Fans bekam er keinen neuen Vertrag bei der Eintracht und wechselte 2006 zum 1. FC Kaiserslautern in die 2. Bundesliga. In der Saison 2007/08 wurde ihm vom damaligen Sportdirektor Michael Schjønberg mitgeteilt, dass er beim FCK keine Zukunft habe, und Lexa anschließend in die zweite Mannschaft versetzt. Nachdem Schjønberg und Trainer Kjetil Rekdal entlassen wurden, holte der neue Trainer Milan Šašić Lexa wieder ins Team. Lexa hatte dann noch maßgeblichen Anteil, dass Kaiserslautern den Abstieg verhindern konnte. Der Kärntner bestritt ab diesem Zeitpunkt jedes Spiel von Beginn an und gab im entscheidenden Spiel um den Klassenerhalt am letzten Spieltag die Vorlage zum 2:0 gegen den 1. FC Köln (Endstand: 3:0). Der neue FCK-Vorstand Stefan Kuntz bot Lexa einen neuen Vertrag an, welchen dieser aber ablehnte.
2008 wechselte er in die österreichische Bundesliga zur SV Ried. 2009 wurde er aufgrund starker Leistungen nochmal ins österreichische Nationalteam unter Didi Constantini einberufen und kam gegen Serbien zu seinem letzten Nationalmannschaftseinsatz. Insgesamt absolvierte er zwischen 2001 und 2009 sechs Einsätze für die Nationalelf. 2011 gewann er mit den Riedern den ÖFB-Cup und spielte deshalb auch in der Europacup-Qualifikation. Dort unterlag der Klub im Europa League Play-Off gegen die PSV Eindhoven. 2010 wurde Lexa in Oberösterreich zum Fußballer des Jahres gewählt. 2012 stand er erneut mit den Riedern im Finale des ÖFB-Cups, verlor aber gegen den FC Red Bull Salzburg. 2012 wechselte Lexa in die zweite österreichische Bundesliga zu SV Grödig unter Adi Hütter. Er wurde verpflichtet, um das langjährige Ziel des Vereins, den Aufstieg in die Bundesliga, zu realisieren. Tatsächlich gelang der Aufstieg. Lexa beendete nach der Saison 2012/13 seine Laufbahn als Aktiver.
Für die Saison 2014/15 trat er an der Seite seines älteren Bruders Robert (* 1970) im deutschen Amateurfußball als Co-Trainer in Erscheinung; dabei unterstützte er seinen Bruder beim Training des Kreisligisten BSG Taufkirchen.

## Erfolge
- Aufstieg in die 2. Bundesliga mit SSV Reutlingen 1999/2000
- Aufstieg in die Bundesliga mit Eintracht Frankfurt 2004/05
- DFB-Pokalfinalist: 2006
- ÖFB-Cupsieg: 2011
- ÖFB-Cupfinalist 2012
- Meister 2012/2013 der „Heute für Morgen Liga“ mit Grödig und somit Aufstieg in die Bundesliga